# Karin Smirnoff
Karin Smirnoff, rozená Strindberg (26. února 1880, Stockholm - 10. května 1973) byla švédsky mluvící finská spisovatelka a dramatička, dcera Augusta Strindberga a Siri von Essen. Provdala se za bolševika Vladimira Michajloviče Smirnova.

## Dílo
- 1915 - Under ansvar
- 1915 - Vårbrytning
- 1922 - Makter: Skådespel i fyra akter
- 1923 - Ödesmärkt: skådespel i fyra akter
- 1924 - Riddaren och jungfrun: allegoriskt sagospel
- 1925 - Strindbergs första hustru
- 1927 - En tretydig historia: roman (dotisk 1977)
- 1930 - Första akten
- 1940 - Bröderna i Vidala kloster: historisk roman från Finlands medeltid (pod pseudonymem Hannes Bernson)
- 1948-49 - Systrarna i Nådendals kloster 1-2 (pod pseudonymem Hannes Bernson)
- 1956 - Så var det i verkligheten: bakgrunden till Strindbergs brevväxling med barnen i första giftet: skilsmässoåren 1891-92